# Union internationale des travailleurs du verre, mouleurs, poterie, plastique et autres
L'Union internationale des travailleurs du verre, mouleurs, poterie, plastique et autres (VMP) (anglais:Glass, Molders, Pottery, Plastics and Allied Workers International Union (GMPIU)) est un syndicat nord-américain représentant plus de 28000 artisans et des travailleurs de l'industrie de la céramique, la porcelaine, le travail des métaux, la fibre de verre, du verre, de l'isolant et de la poterie. Fondé en 1842, ce syndicat est présent aux États-Unis et au Canada. 